# Roger Boullonnois
 (mai 2025).
Si vous disposez d'ouvrages ou d'articles de référence ou si vous connaissez des sites web de qualité traitant du thème abordé ici, merci de compléter l'article en donnant les références utiles à sa vérifiabilité et en les liant à la section « Notes et références ».
Roger Boullonnois est un homme politique français, né le 16 mars 1942 à Montépilloy (Oise).
Il est élu suppléant de Jean-François Copé, et le remplace le 19 juin 2002, pour la XIIe législature (2002-2007), dans la circonscription de Seine-et-Marne (6e).

## Mandats
- 14/03/1983 - 12/03/1989 : Maire de Saint-Mard (Seine-et-Marne)
- 20/03/1989 - 18/06/1995 : Maire de Saint-Mard (Seine-et-Marne)
- 28/03/1994 - 18/03/2001 : Membre du Conseil général de Seine-et-Marne
- 26/06/1995 - 18/03/2001 : Maire de Saint-Mard (Seine-et-Marne)
- 27/11/1998 - 28/03/2004 : Vice-Président du Conseil général de Seine-et-Marne
- 18/03/2001 - 16/03/2008 : Maire de Saint-Mard (Seine-et-Marne)